# Cosmococcus euphorbiae
Cosmococcus euphorbiae är en insektsart som beskrevs av Borchsenius 1959. Cosmococcus euphorbiae ingår i släktet Cosmococcus och familjen Lecanodiaspididae. Inga underarter finns listade i Catalogue of Life.